# Matabuòu
Matabuòu (en occità Matabuòu; en francès Matabiau) és un barri de Tolosa situat al nord-est del centre de la vila, a prop del canal del Migdia. El seu nom ve de l'occità Mata buòu, és a dir, mata bou, l'indret on es mata els bous, perquè a l'Edat Mitjana, era aquí on hi havia l'escorxador. També es relaciona amb la llegenda de Sant Sadurní de Tolosa, que hauria estat arrossegat per un toro des del carrer del Taur fins aquest indret. Avui, el barri està molt lligat a l'estació de Tolosa-Matabuòu i representa un sector cosmopolita amb certa pobresa. S'hi troben molts restaurants àrabs, africans, xinesos, així com nombrosos "kebabs", alguns sex-shops i bars.